# Vikram (film, 2022)
Pour plus de détails, voir Fiche technique et Distribution.
Vikram est un film d'action à suspense en tamoul de 2022, écrit et réalisé par Lokesh Kanagaraj (en) et produit par Kamal Haasan et R. Mahendran. Il met en vedette Kamal Haasan, Vijay Sethupathi (en) et Fahadh Faasil (en). Le film est un successeur spirituel du film de 1986 portant le même nom, le personnage principal étant le même que ce dernier. Vikram sort en salles le 3 juin 2022 et connait un très grand succès critique et commercial. Il s'agit aussi du deuxième volet du Lokesh Cinematic Universe (LCU), car le film est également dans la même continuité que Kaithi (en), film de 2019 du même réalisateur,.

## Synopsis
Après une série de meurtres de fonctionnaires de police, Amar et son équipe se lancent à la poursuite d'un mystérieux gang d'hommes masqués, qui a déclaré la guerre au système. Plus tard, ils découvrent qu'ils assistent à une guerre des gangs, comprenant Sandhanam et plusieurs autres barons de la drogue.

## Distribution
- Kamal Haasan : Agent Arun Kumar Vikram, commandant de la brigade de 1987, incognito comme Karnan.
- Vijay Sethupathi : Sandhanam, un chef du gang Vetti Vagaiyara et baron de la drogue.
- Fahadh Faasil : Agent Amar, commandant actuel de l'escouade d'opérations noires.
- Narain : Inspecteur Bejoy
- Kalidas Jayaram : ACP Prabhanjan, Narcotics Bureau, fils de Vikram
- Chemban Vinod Jose : Chef de la police Jose
- Santhana Bharathi : Agent Uppiliappan, incognito en tant que propriétaire d'un gymnase, équipe de 1987 - spécialiste en communication
- Elango Kumaravel : Agent Lawrence, incognito en tant que chauffeur de taxi, équipe de 1987 - Spécialiste en armement
- Vasanthi, agent Tina, incognito en tant que Kaliammal, aide domestique, équipe de 1987 - Spécialiste en guerre psychologique.
- Gayathrie Shankar : Gayathri Amar, épouse d'Amar.
- Swathishta Krishnan dans le rôle de la femme de Prabhanjan
- G. Marimuthu : Commissaire de police
- Surya Sivakumar : Rolex (apparence spéciale)

## Accueil
Le film a reçu un accueil extrêmement positif, avec l'acclamation pour les prestations d'acteurs (particulièrement Kamal Haasan, Vijay Sethupathi, Fahad Faasil), la réalisation, les séquences d'action, la musique, l'écriture et la narration.